# Chynów (stacja kolejowa)
Chynów – stacja kolejowa PKP Polskich Linii Kolejowych zlokalizowany w Chynowie (w dawnej wsi Michałowizna), w gminie Chynów, w powiecie grójeckim, w województwie mazowieckim, w Polsce.

## Ruch pasażerski[3]
| Rok  | Wymiana pasażerska na dobę |
| ---- | -------------------------- |
| 2017 | 500-699                    |
| 2018 | 500-699                    |
| 2019 | 1000-1500                  |
| 2020 | 500-699                    |
| 2021 | 500-699                    |
| 2022 | 1000-1500                  |
| 2023 | 1000-1500                  |

## Opis obiektu
Na stację składają się:
- Dworzec kategorii lokalnej[7] z informacją dla podróżnych oraz poczekalnią[8]
- Dwa perony – dwukrawędziowy, 280-metrowy przy torze w kierunku Warki oraz jednokrawędziowy, 200-metrowy przy torze w kierunku Czachówka Południowego[9]
- Przejście podziemne wyposażone w pochylnie
- Wiaty przystankowe
- Ławki
- Słupy oświetleniowe
- System nagłośnienia i monitoringu
- System informacji pasażerskiej
- Tablice informacyjne
- Biletomat KM[10]

Niedaleko stacji przy ulicy Kolejowej znajduje się także parking.

## Połączenia
Ze stacji można dojechać elektrycznymi pociągami podmiejskimi do Skarżyska-Kamiennej, Radomia, Piaseczna oraz Warszawy.
| Linia | Przewoźnik         | Trasa |
| R8    | Koleje Mazowieckie | W-wa Wschodnia – W-wa Śródmieście – W-wa Zachodnia – W-wa Służewiec – Piaseczno – Czachówek Płd. – Chynów – Radom – Skarżysko-Kamienna |
| RE8   | Koleje Mazowieckie | W-wa Wschodnia – W-wa Centralna – W-wa Zachodnia – W-wa Służewiec – Piaseczno – Czachówek Płd. – Chynów – Radom – Skarżysko-Kamienna   |